# Belgium az 1976. évi téli olimpiai játékokon
Belgium az ausztriai Innsbruckban megrendezett 1976. évi téli olimpiai játékok egyik részt vevő nemzete volt. Az országot az olimpián 2 sportágban 4 sportoló képviselte, akik érmet nem szereztek.

## Alpesisí
Férfi
| Versenyző        | Versenyszám      | 1. futam      | 1. futam      | 2. futam | 2. futam | Összesítés | Összesítés |
| Versenyző        | Versenyszám      | Idő           | Hely.         | Idő      | Hely.    | Idő        | Helyezés   |
| ---------------- | ---------------- | ------------- | ------------- | -------- | -------- | ---------- | ---------- |
| Robert Blanchaer | Lesiklás         |               |               |          |          | 1:54,30    | 45.        |
| Robert Blanchaer | Óriás-műlesiklás | 1:57,37       | 55.           | 2:00,53  | 41.      | 3:57,90    | 40.        |
| Robert Blanchaer | Műlesiklás       | nem ért célba | nem ért célba | kiesett  | kiesett  | kiesett    | kiesett    |
| Didier Xhaet     | Lesiklás         |               |               |          |          | 1:53,56    | 43.        |
| Didier Xhaet     | Óriás-műlesiklás | nem ért célba | nem ért célba | kiesett  | kiesett  | kiesett    | kiesett    |
| Didier Xhaet     | Műlesiklás       | nem ért célba | nem ért célba | kiesett  | kiesett  | kiesett    | kiesett    |

## Gyorskorcsolya
Férfi
| Versenyző            | Versenyszám | Eredmény | Helyezés |
| -------------------- | ----------- | -------- | -------- |
| Gilbert Van Eesbeeck | 1500 m      | 2:12,74  | 28.      |
| Gilbert Van Eesbeeck | 5000 m      | 8:29,78  | 30.      |

Női
| Versenyző      | Versenyszám | Eredmény | Helyezés |
| -------------- | ----------- | -------- | -------- |
| Linda Rombouts | 500 m       | 48,31    | 27.      |
| Linda Rombouts | 1500 m      | 2:32,96  | 26.      |
| Linda Rombouts | 3000 m      | 5:10,35  | 26.      |